# Joseph Tainter
Joseph A. Tainter, född 8 december 1949, är en amerikansk antropolog och historiker.

## Biografi
Tainter studerade antropologi vid University of California och Northwestern University, där han avlade Ph.D. Sedan 2012 är han professor vid institutionen för miljö och samhälle vid Utah State University. 
Tainter är författare och utgivare av en mängd skrifter och monografier. Hans mest kända verk är The Collapse of Complex Societies (1988), som granskar mayakulturens och puebloindianernas kollaps, liksom romerska rikets. 
Tainter hävdar att olika samhällens bärkraft och kollaps beror på problemlösande institutioners framgång eller misslyckande 
och att samhällen kollapsar när deras investeringar i social komplexitet och deras "energitillskott" når en punkt med avtagande avkastning. Ett tecken på detta är när ett samhälle snabbt gör sig av med en avgörande del av sin komplexitet.

## Samhällens komplexitet
Enligt Tainters Collapse of Complex Societies blir samhällen mer komplexa ju mer de försöker lösa sina problem. Samhällenas komplexitet kan igenkännas på otaliga specialiserade sociala och ekonomiska roller och de många mekanismer varigenom de koordineras, samt deras beroende av symbolisk och abstrakt kommunikation, liksom att det förekommer en klass av informationsproducenter och analytiker som inte är inblandade i den primära produktionen av förnödenheter. En sådan komplexitet kräver ett substantiellt "energitillskott" innebärande konsumtion av naturresurser eller andra former av värdetillskott. När ett samhälle konfronteras med ett "problem" som underskott på energi eller svårigheter i att få tillgång till denna, tenderar det att skapa nya skikt av byråkrati, infrastruktur eller samhällsklasser för att möta utmaningarna. Tainter identifierar först 17 exempel på snabb samhällskollaps och använder sin modell på tre fallstudier: västromerska riket, mayakulturen och chacokulturen.
När den romerska jordbruksproduktionen, till exempel, sakta gick tillbaka och befolkningen ökade minskade percapitatillgångarna. Romarna "löste" detta problem genom att erövra sina grannar och lägga beslag på deras överskott av tillgångar (metaller, säd, slavar och så vidare). När romarriket emellertid växte, växte även kostnaden för att upprätthålla kommunikationer, garnisoner, lokal administration och så vidare. Till slut blev denna kostnad så stor att nya utmaningar som invasioner eller missväxt inte kunde lösas med förvärvande av nya territorier. Intensiva auktoritära ansträngningar för att hålla samman riket under Domitianus och Konstantin den store ledde bara till ytterligare tryck på befolkningen. Imperiet delades i två halvor, av vilka den västra snart splittrades i mindre enheter. Östra halvan, som var rikare, kunde överleva mycket längre utan att snabbt kollapsa och splittras, men gick istället sakta tillbaka, därför att den, till skillnad från västra halvan, hade mäktiga grannar som den måste hålla samman mot. Vi antar ofta att romerska rikets fall innebar en katastrof för alla som var med. Tainter påpekar dock att det kan verka som om förnuftiga individer vid denna tid föredrog denna utveckling och många fick det faktiskt bättre. Arkeologiska fynd av människoben visar att kosten faktiskt förbättrades. Individer i allmänhet kan ha haft nytta av detta, eftersom de inte längre behövde bidra till den börda som imperiets komplexitet skapade. Tainter anmärker att i väster hälsade lokala befolkningar i många fall de invaderande barbarerna som befriare.  

## Minskande avkastning
Tainter börjar med att kategorisera och granska de ofta motsägande förklaringar i litteraturen som givits vad beträffar kollapser. Enligt Tainter kan invasioner, missväxt, pest eller naturförstöring vara de "synliga" orsakerna till samhällskollaps, men den yttersta orsaken är ekonomisk och finns inbäddad i samhällsstrukturen själv. Snarare än yttre påverkan är det alltså fråga om "minskande avkastning på investeringar i samhällskomplexitet". Detta i motsats till Jared Diamonds bok från 2005 Undergång - Civilisationernas uppgång eller fall som fokuserar på misshushållning med miljön som orsak till kollapsen.
Slutligen granskar Tainter statistik om samtiden som påvisar att avkastningen på energiinvesteringar, utbildning och teknisk innovation minskar alltmer. Den globaliserade moderna världen är underkastad många av de påfrestningar som bragte forna samhällen på fall.
Emellertid är Tainter inte helt och hållet apokalyptisk: "När ett nytt tillskott till ett ekonomiskt system kommer att tillämpas, vare sig det är en teknisk innovation eller ett energitillskott, kommer detta, åtminstone temporärt, att höja marginalproduktiviteten." Sålunda, efter uteslutande av ständig erövring av grannar (vilket alltid ger minskande avkastning i längden), är det innovation som ökar produktiviteten i det långa loppet och är den enda vägen ut ur minskande avkastning från investeringar i komplexitet. I de sista kapitlen diskuterar Tainter varför moderna samhällen inte kan välja att kollapsa eftersom andra komplexa samhällen som omger dem på något sätt kommer att absorbera en kollapsad region eller hindra en allmän kollaps; maya- och chaocanregionerna hade inga mäktiga grannar och kunde därmed förbli kollapsade under århundraden eller årtusenden precis som det västromerska riket, medan det östromerska som gränsade till det parthiska och sassanidiska riket, inte hade detta val att utvecklas till enklare och mindre stater. 
I Sverige har David Jonstad i sin bok Kollaps: livet vid civilisationens slut (Ordfront 2012) tagit upp och vidareutvecklat Tainters tankar.